# Amphiglossus
Az Amphiglossus  a hüllők (Reptilia) osztályába a  pikkelyes hüllők (Squamata) rendjébe a gyíkok (Sauria)  alrendjébe és a  vakondgyíkfélék (Scincidae) családjába  tartozó nem

## Rendszerezés
A nembe az alábbi 38 faj tartozik.
- Amphiglossus alluaudi
- Amphiglossus andranovahensis
- Amphiglossus ankodabensis
- Amphiglossus anosyensis
- Amphiglossus ardouini
- Amphiglossus astrolabi
- Amphiglossus crenni
- Amphiglossus decaryi
- Amphiglossus elongatus
- Amphiglossus frontoparietalis
- Amphiglossus gastrostictus
- Amphiglossus igneocaudatus
- Amphiglossus intermedius
- Amphiglossus johannae
- Amphiglossus macrocercus
- Amphiglossus macrolepis
- Amphiglossus mandady
- Amphiglossus mandokava
- Amphiglossus melanopleura
- Amphiglossus melanurus
- Amphiglossus minutus
- Amphiglossus mouroundavae
- Amphiglossus nanus
- Amphiglossus ornaticeps
- Amphiglossus poecilopus
- Amphiglossus polleni
- Amphiglossus praeornatus
- Amphiglossus punctatus
- Amphiglossus reticulatus
- Amphiglossus spilostichus
- Amphiglossus splendidus
- Amphiglossus stumpffi
- Amphiglossus stylus
- Amphiglossus tanysoma
- Amphiglossus tsaratananensis
- Amphiglossus valhallae